# 721
| [ Edytuj tabelę ]          |                                              |
| Król Asturii               | - 718 Pelayo 737                             |
| Cesarz Bizancjum           | - 717 Leon III Izauryjczyk 741               |
| Chan Bułgarii              | - 701 Terweł 721 - 721 Kormisosz 738         |
| Cesarz Chin                | - 712 Tang Xuanzong 756                      |
| Król Essexu                | - 709 Saelred 746                            |
| Król Franków               | - 715 Chilperyk II 721 - 720 Teuderyk IV 737 |
| Cesarz Japonii             | - 715 Genshō 724                             |
| Kalif                      | - 720 Jazid ibn Abd al-Malik 724             |
| Król Kentu                 | - 692 Wihtred 725                            |
| Patriarcha Konstantynopola | - 715 German I 730                           |
| Król Longobardów           | - 712 Liutprand 744                          |
| Król Mercji                | - 716 Aethelbald 757                         |
| Król Nortumbrii            | - 718 Osric 729                              |
| Papież                     | - 715 Grzegorz II 731                        |
| Doża Wenecji               | - 717 Marcello Tegalliano 726                |
| Król Wessexu               | - 688 Ine 726                                |
| Król Wizygotów             | - 714 Ardo 721                               |

Rok 721 / DCCXXI
stulecia: VII wiek ~
VIII wiek ~
IX wiek

lata: 711 «
716 «
717 «
718 «
719 «
720 «
721
» 722
» 723
» 724
» 725
» 726
» 731

## Wydarzenia
- 9 czerwca – zwycięstwo Franków nad Arabami w bitwie pod Tuluzą. Początek arabskich najazdów na Francję.

## Zmarli
- 13 lutego – Chilperyk II, król Franków (ur. ok. 672)
- 29 grudnia – Gemmei, cesarzowa Japonii (ur. 661)
- data dzienna nieznana:
  - Anastazjusz II, cesarz bizantyjski (ur. ?)
  - Ardo, król Wizygotów (ur. ?)